# Калиновское сельское поселение (Челябинская область)
Калиновское се́льское поселе́ние — муниципальное образование в Чесменском районе Челябинской области Российской Федерации. В рамках административно-территориального устройства муниципальное образование  соответствует административно-территориальной единице Калиновский сельсовет.

Административный центр — посёлок Кали́новский .

## История
Статус и границы сельского поселения установлены Законом Челябинской области от 12 ноября 2004 года № 289-ЗО «О статусе и границах Чесменского муниципального района и сельских поселений в его составе»

## Население
| 2002  | 2010  | 2011  | 2012  | 2013  | 2014  | 2015  |
| ----- | ----- | ----- | ----- | ----- | ----- | ----- |
| 1395  | ↘1296 | ↘1295 | ↘1247 | ↗1262 | ↘1212 | ↘1202 |
| 2016  | 2017  | 2018  | 2019  | 2020  | 2021  |       |
| ↘1182 | →1182 | ↗1183 | ↘1165 | ↗1183 | ↘1080 |       |

## Состав сельского поселения
| № | Населённый пункт | Тип населённого пункта          | Население |
| - | ---------------- | ------------------------------- | --------- |
| 1 | Беловка          | посёлок                         | ↘596      |
| 2 | Калиновский      | посёлок, административный центр | ↗542      |
| 3 | Новый Путь       | посёлок                         | ↘158      |